# Manierism

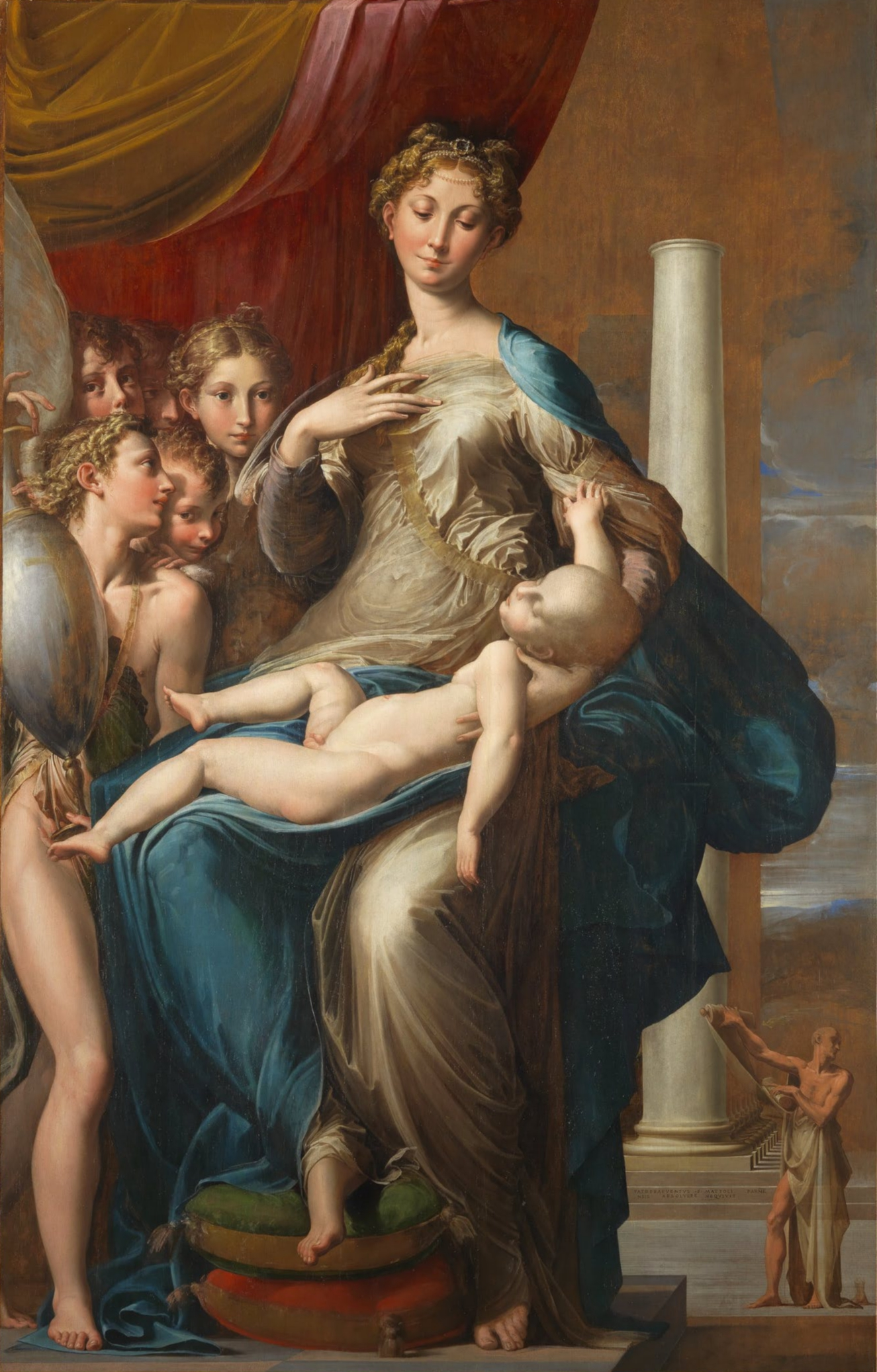
Parmigianino, Madonnan med den långa halsen (1532).

Manierism är en stildefinition som härrör från italienskans maniera, som ursprungligen betyder "stilfullhet" och betecknar grace, jämvikt och harmoni. Vanligen förknippas dock ordet "manierism" med konst och konstnärer som öppet visade överdriven skicklighet, virtuositet och nyckfullhet. Manierismen utgör en kontrast mot högrenässansens harmoni, ordning och perfektion, i synnerhet på det sätt den utmärks hos Rafael och Michelangelo.

## Manierismens början
Manierismen uppstår omkring år 1520 och var en reaktion mot i synnerhet högrenässansens honnörsord harmoni, symmetri och balans, som till exempel Michelangelos och Rafaels verk. Michelangelo, som föddes 1475, var en djupt originell och nyskapande konstnär som i högsta grad har bidragit till högrenässansens konstnärliga utveckling, och var en av de första som på egen hand förvärvade den stora konstnärliga skicklighet som hans efterföljare gärna kopierade. Manierismen försöker dock endast att imitera de yttre kännetecknen hos Michelangelos och Rafaels konst, utan att äga dess sinne och inre väsen. Därför blir manierism inom måleri och skulptur ofta en yttre företeelse om konstnären inte lyckas tillägga något eget till den. Inom arkitekturen var sannolikt en av förebilderna  Michelangelos senare verk, till exempel vestibulen till Biblioteca Laurenziana (1523) i Florens. Arkitekten laborerar här med högst oortodoxa arkitektoniska element och detaljer.

## Stildefinition
Manierismen kännetecknas huvudsakligen av klara färger, utarbetade kompositioner, överdrivna former och dramatisk rörelse. Den realistiska och perspektivistiska avbildningen under högrenässansen med dess välbalanserade människogestalter kontrasteras genom de senare konstnärernas avsiktliga förvrängning av proportioner och rumsillusion. Dessa förvrängningar hade emotionella avsikter, men ville också uppvisa teknisk och konstnärlig skicklighet. Manierismen, liksom senare barocken, har också kopplats samman med motreformationen, då i opposition till det som uppfattades som protestantismens känslokyla.

## Måleri
Manierismens måleri representeras i synnerhet av Parmigianino, som överdriver de mänskliga formerna i Madonnan med den långa halsen (1532). Av konstverkets titel framgår det att madonnans hals är ovanligt lång. Andra målare inom manierismen är bland andra Pontormo, Rosso Fiorentino, Bronzino, Hans von Aachen och Tintoretto. El Greco är en konstnär, vars verk är så ovanliga och annorlunda att det är svårt att kategorisera honom i någon bestämd konstriktning. I Greve Orgaz begravning (1586) använder han virvlande former och färger för att skapa en dynamisk, visionär bild av himmelen. Vad El Greco har gemensamt med andra manierister är att hans kompositioner karakteriseras av långsträckta former, svepande rörelser och klara färger.

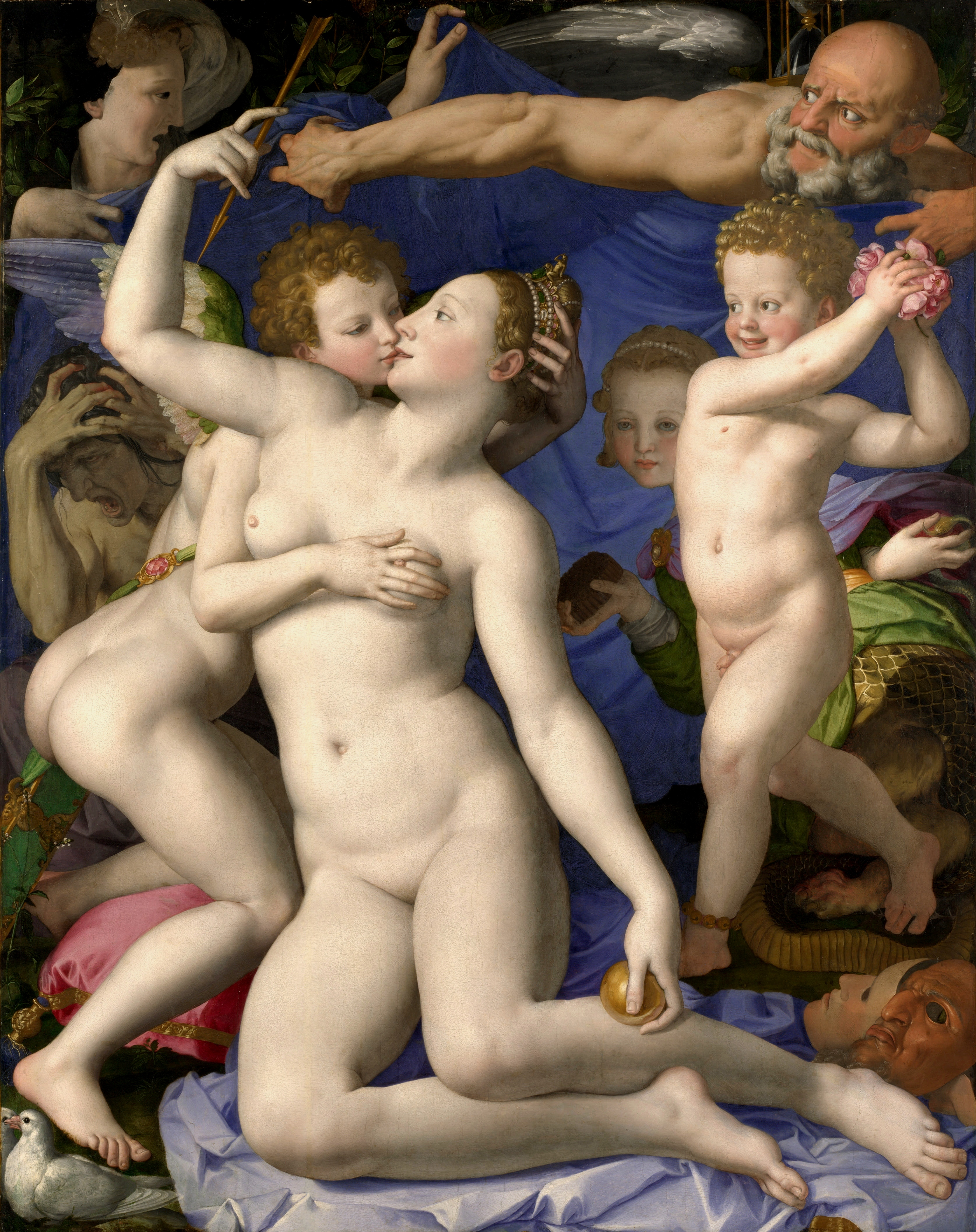
Agnolo Bronzino, En allegori över Venus och Amor, 1540–1545.
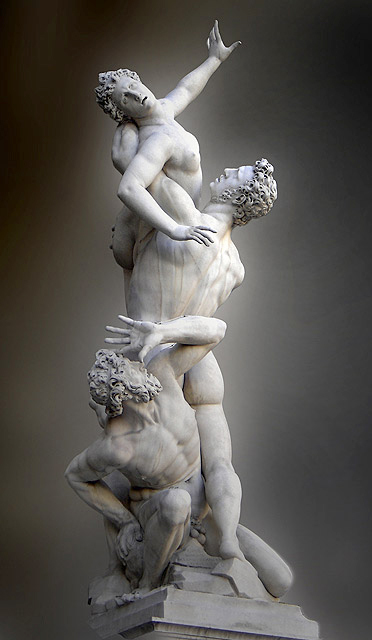
Giambologna, Sabinskornas bortrövande, 1582. Florens.
Jacopo Pontormo, Nedtagandet från Korset, 1525-1528, Cappella Barbadori, Santa Felicita, Florens.
Giuseppe Arcimboldo, Vertumnus, 1590. Skoklosters slott.
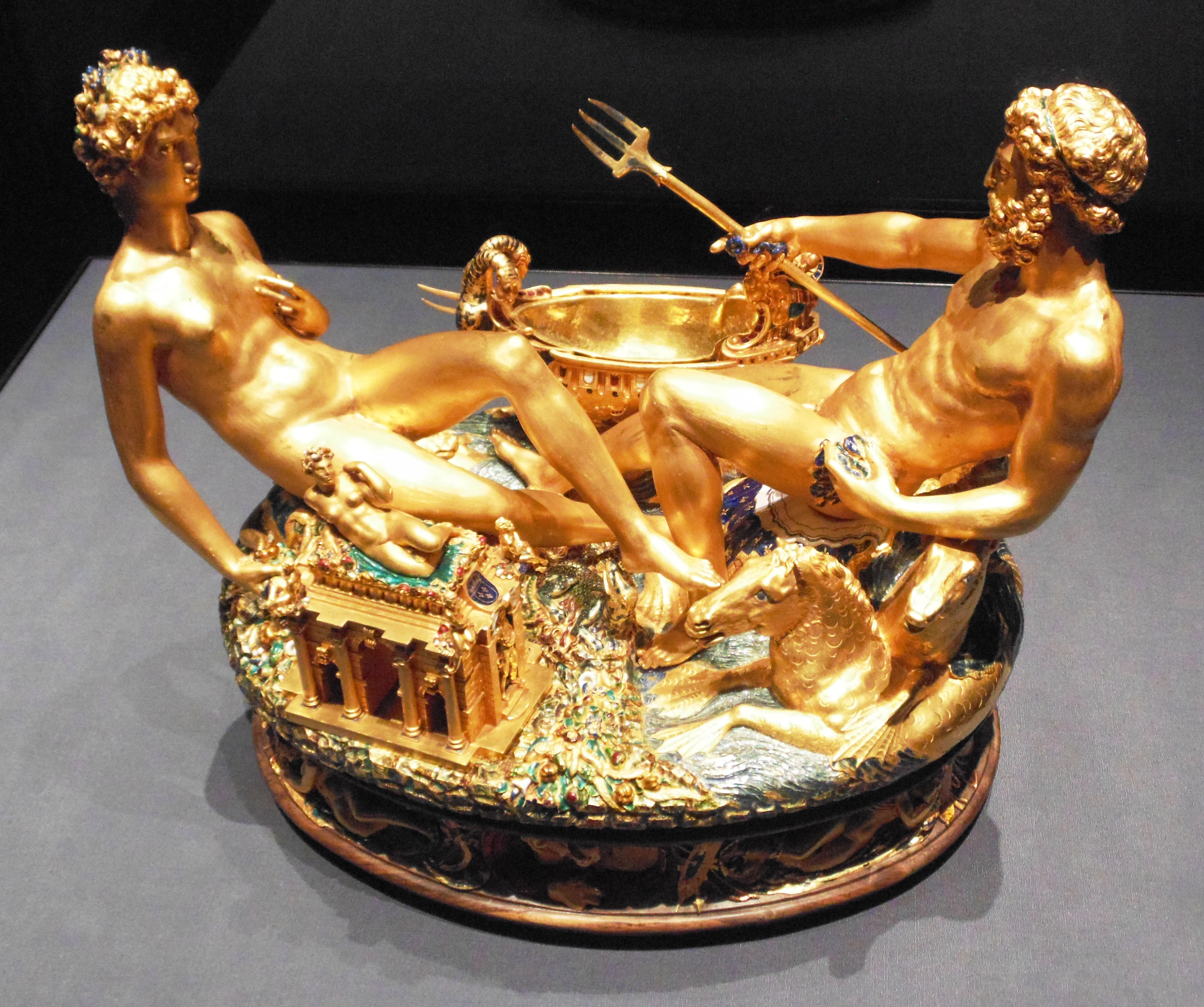
Benvenuto Cellini, Frans I:s saltkar, 1540–1543. Kunsthistorisches Museum.
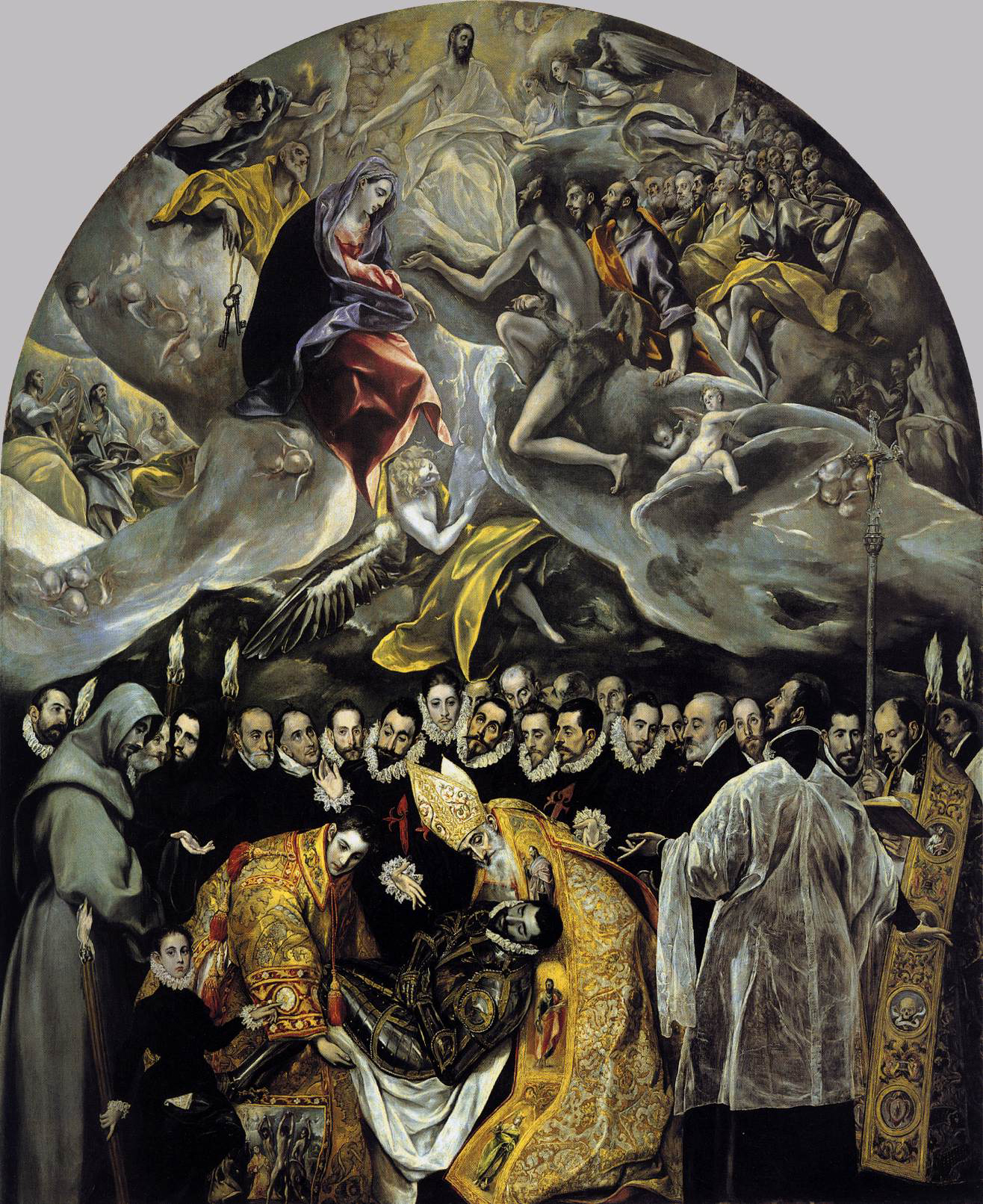
El Greco: Greve Orgaz begravning, 1586. Santo Tomé, Toledo.

## Skulptur
Benvenuto Cellini uppvisar i Frans I:s saltkar (1540–1543) en prakt och grace som är signifikativ för manierismen. Cellini, och flera andra konstnärer, använder sig av estetisk form för att vädja till betraktarens känslor. Giambologna hyllar i sin skulptur Sabinskornas bortrövande (1581–1583) rörelse och dramatik genom verkets sammanflätade konturer och våldsamma kraft. Giambologna använder överdrivna gester och förmedlar på detta vis en sprudlande känsla av energi.

## Arkitektur
Till manierismens främsta arkitektoniska verk räknas, förutom den redan nämnda vestibulen i Biblioteca Laurenziana, Giulio Romanos Palazzo del Te (1524–1534) utanför Mantua. I fasaden låter han frisens triglyfer hänga ner samt applicerar i fönsteromramningarna slutstenar utan funktion. Arkitektkolleger, som ville vara trogna den vitruvianska traditionen, riktade skarpt kritik mot dessa detaljer. I Rom ritade Baldassare Peruzzi Palazzo Massimo alle Colonne (1532–1536) med fasadens kontrastrika utformning. Vignola har ritat Il Gesù, jesuitordens moderkyrka i Rom.

## Trädgårdar
Den italienska slottsträdgården Sacro Bosco, anlagd under flera decennier i mitten av 1500-talet, är en storslagen manieristisk blandform av trädgårdskonst, skulptur och arkitektur. Pirro Ligorio tros ha varit med om att anlägga den. Han svarade även för Villa d'Estes trädgård.

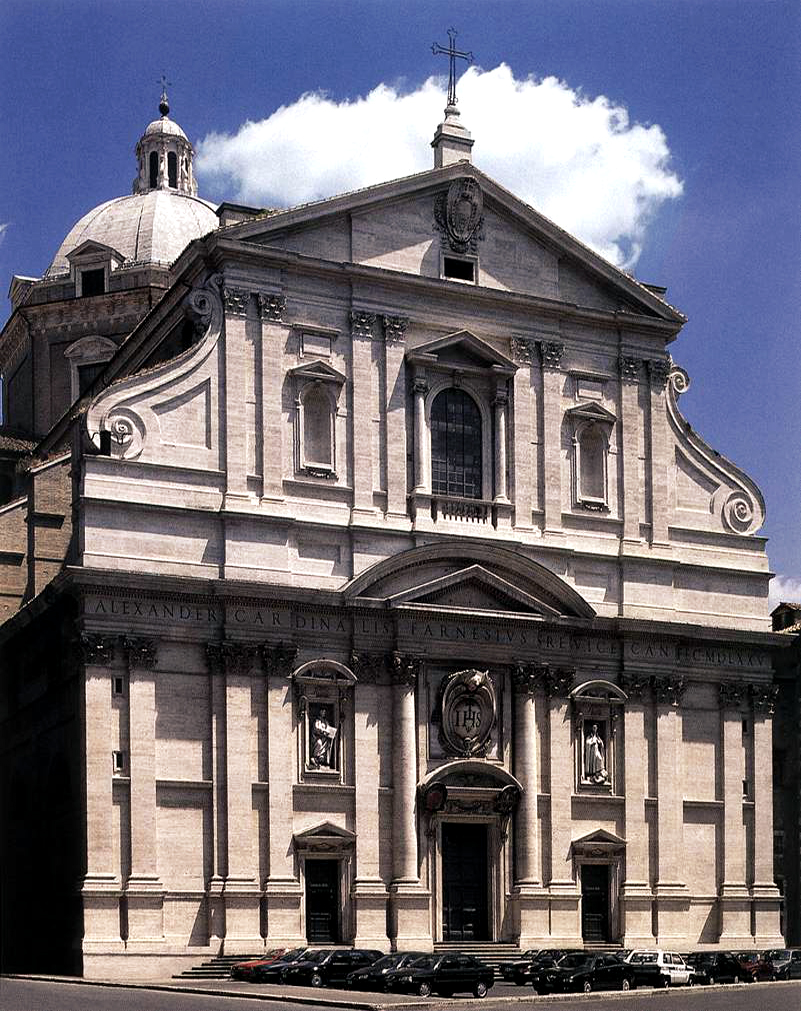
Giacomo della Portas fasad till Il Gesù, på gränsen mellan manierism och ungbarock.
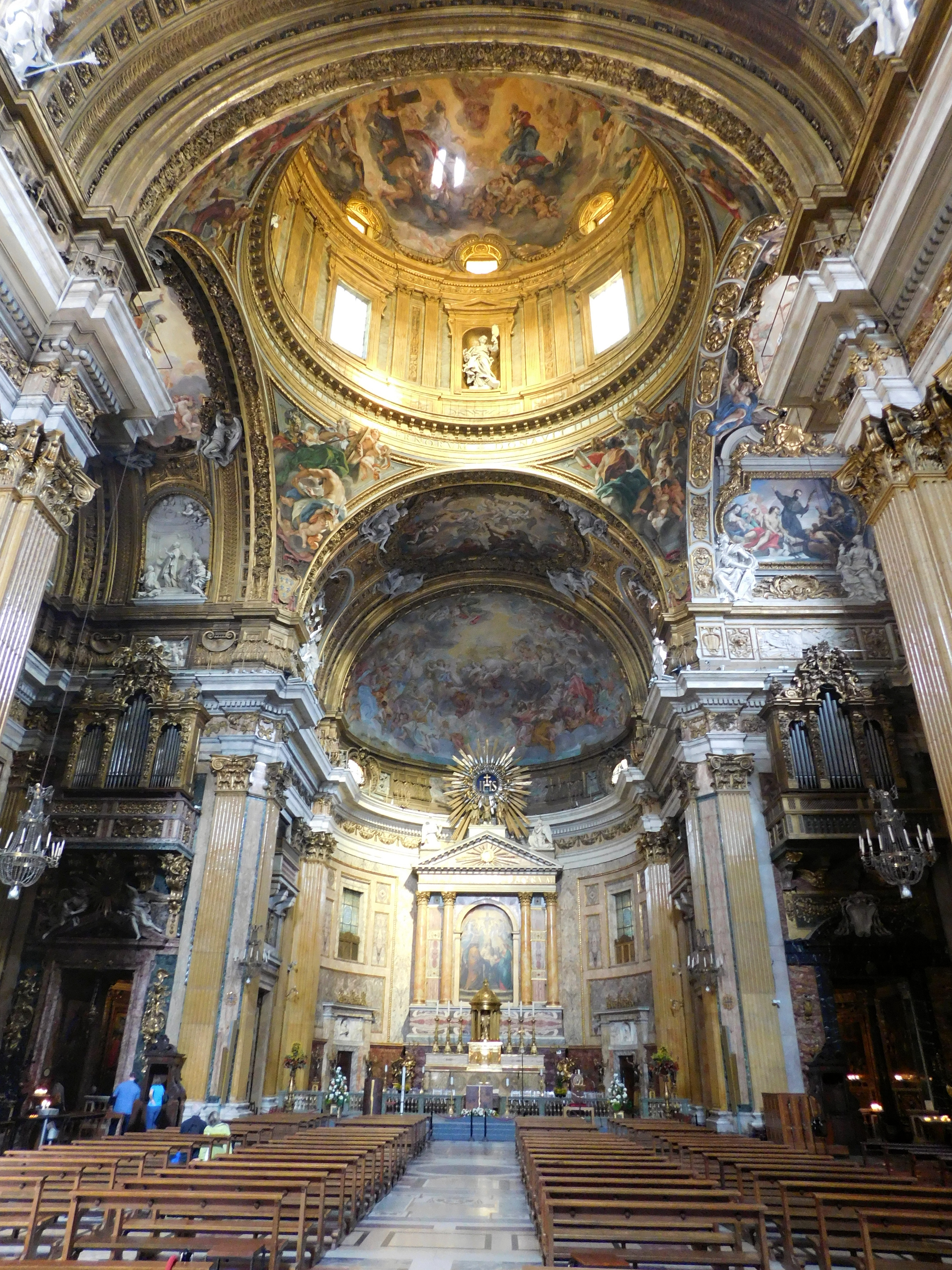
Vignolas interiör till Il Gesù.
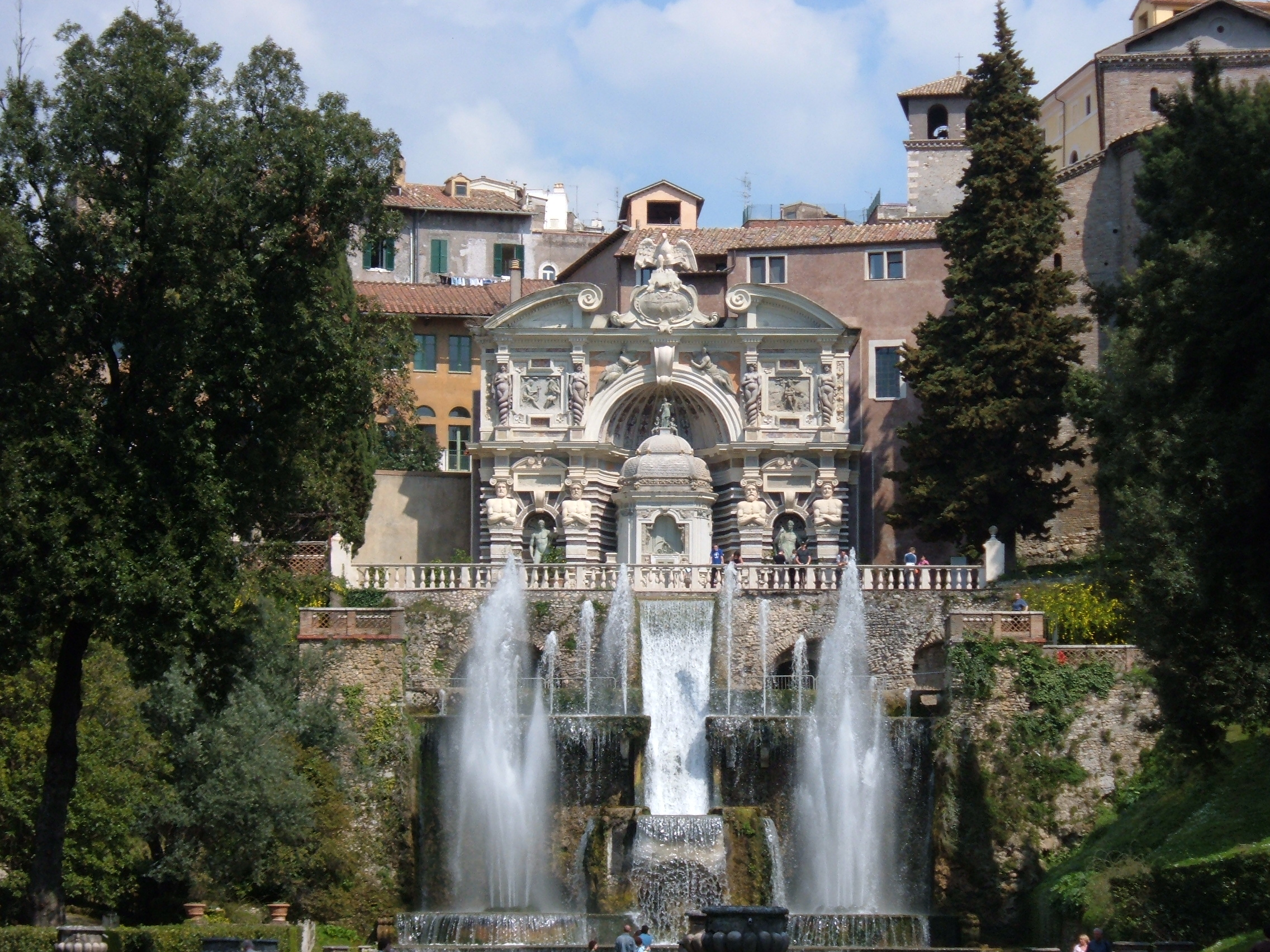
Pirro Ligorio, Villa d'Estes trädgård.
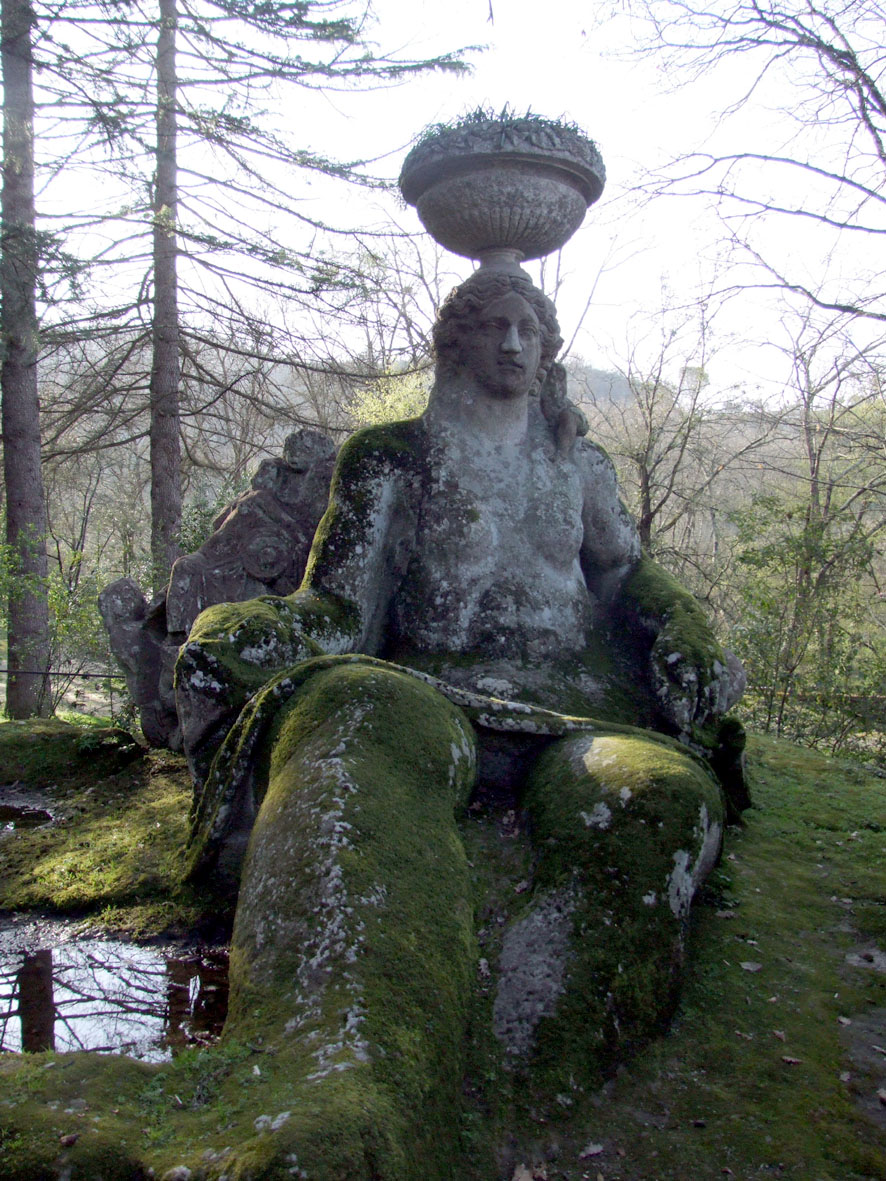
Simone Moschino: Anna Perenna i Sacro Bosco, huggen direkt ur en berghäll.